# یادزدودگی پس‌گستر

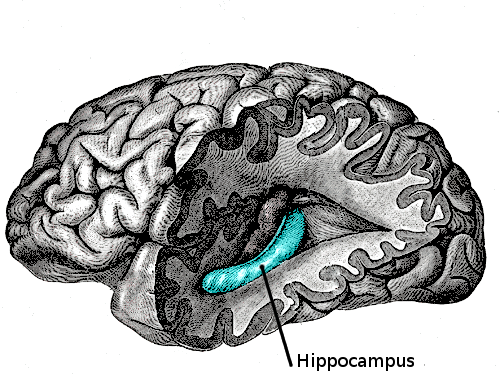
یادزدودگی پس گستر

یادزدودگی پس گستر (به انگلیسی: retrograde amnesia) از دست رفتن حافظه برای رویدادها و تجربه‌هایی که در یک دوره (معمولاً نسبتاً کوتاه و محدود) پیش از ضربه ایجادکننده یادزدودگی رخ داده‌اند. از آنجا که یادزدودگی پس گستر اغلب شامل ناتوانی در یادآوری مطالبی است که زمانی در خاطر بوده‌اند غالب محققان حافظه آن را بیشتر اختلال در توانایی بازیابی یا یادآوری اطلاعات می‌دانند تا از دست رفتن واقعی اطلاعات.
افرادی که دچار یادزدودگی پس گستر می‌شوند، نمی‌توانند رویدادهایی را که اندکی پیش از آسیب اتفاق افتاده‌اند به خاطر آورند، یعنی از دست دادن خاطره وقایعی که بلافاصله قبل از آسیب دیدن سر روی داده، هرچند ممکن است حافظه آن‌ها برای رویدادهای پیشتر سالم مانده باشد. چرا آسیب مغزی چنین آثار وخیمی بر خاطرات تازه‌تر دارد ولی هیچگونه اثری بر خاطرات پیشتر ندارد؟
پاسخ اول: این سؤال ظاهراً این است که آسیب مغزی تنها بر حافظه کوتاه مدت اثر می‌گذارد نه بر حافظه دراز مدت؛ بنابراین، واقعیت‌های بالینی مربوط به یادزدودگی پس گستر موید وجود دو نوع حافظه است.
پاسخ دوم: که در واقع پاسخ درست سوال فوق و رد کننده پاسخ اول است دز زمینه تثبیت حافظه و نحوه تثبیت‌سازی حافظه است. مطابقه با قانون ریبوت هر چه حافظه‌سازی زودتر و در سال‌های ابتدایی زندگی صورت گرفته باشد پاک شدن و حذف شدن آن اطلاعات دشوارتر و برعکس به یادآوری آن اطلاعات راحت‌تر است، این بدان دلیل است که تثبیت‌سازی حافظه سبب ایجاد یک شبکه پایدار در قشر مغز شده که دیگر ارتباط چندانی با ساختار یادزدودگی خصوصا در نواحی هیپوکمپ و لوب گیجگاهی ندارد، به همین دلیل است زمانی که فرد دچار یادزدودگی پس گستر می شود حافظه تثبیت‌شده همچنان در ناحیه قش مغزی باقی می‌ماند و فقط حافظه مرتبط با اطلاعاتی که هنوز تثبیت نشده‌اند ( کمتر از یک سال قبل از صانحه یا جراحی) فراموش می‌شوند.(اطلاعات بیشتر در تثبیت سیستماتیک در تثبیت حافظه)
یادزدودگی پس گستر در حیوانات نیز مورد مطالعه قرار گرفته‌است. حیوان ابتدا تکلیفی را یادمی‌گیرد-مثلاً چرخیدن به سمت چپ در یک ماز. آنگاه به حیوان ضربه تشنجی برقی وارد می‌شود که مثل ضغطه به بیهوشی موقت می‌انجامد. بعد حیوان مجدداً در ماز آزمایش می‌شود تا معلوم گردد پاسخی را که قبلاً آموخته حفظ کرده‌است یا نه. اگر فاصله زمانی بین یادگیری قبلی و ضربه، کوتاه باشد پاسخ آموخته شده باید هنوز در حافظه کوتاه مدت باشد و بنابراین ضربه باید حافظه را پاک کند و حیوان در آزمون نهایی نباید چیزی به یاد آورد. اما اگر فاصله زمانی بین یادگیری و ضربه نسبتاً زیاد باشد پاسخ آموخته شده باید در حافظه درازمدت اندوخته شده باشد و ضربه نباید بر آن تأثیر ی داشته باشد با این نتیجه که حیوان باید در آزمون نهایی بتواند پاسخ آموخته شده را تا حدود زیادی به یاد آورد. در چندین آزمایش نتایجی از این گونه بدست آمده‌است